# Lenti
Lenti  este un oraș în districtul Lent, județul Zala, Ungaria, având o populație de 8.112 locuitori (2011). 

## Demografie
Componența etnică a orașului Lenti
     Maghiari (96,7%)
     Germani (1,38%)
     Romi (1,07%)
     Necunoscut (0,28%)
     Alții (0,56%)
Componența confesională a orașului Lenti
     Romano-catolici (63,08%)
     Fără religie (6,55%)
     Reformați (2,34%)
     Necunoscută (26,65%)
     Alte religii (2,12%)
Conform recensământului din 2011, orașul Lenti avea 8.112 locuitori. Din punct de vedere etnic, majoritatea locuitorilor (96,7%) erau maghiari, existând și minorități de germani (1,38%) și romi (1,07%). Apartenența etnică nu este cunoscută în cazul a 0,28% din locuitori.  Din punct de vedere confesional, majoritatea locuitorilor (63,08%) erau romano-catolici, existând și minorități de persoane fără religie (6,55%) și reformați (2,34%). Pentru 26,65% din locuitori nu este cunoscută apartenența confesională.